# Uzana (schronisko)
Schronisko Uzana (bułg. Хижа Узана - Chiża Uzana) – schronisko znajdujące się na wysokości 1240 m, w miejscu Uzana, na najszerszej hali w Starej Płaninie. Schronisko zostało wybudowane przez gabrowski oddział BTS „Uzana” w latach 1931-1932. Została otwarta i oświetlona 10. lipca 1932. Na budowę  wydano  150 000 lewa, podarowanych przez dobroczynnych gabrowców.
Można do niej dotrzeć drogą z Gabrowa (25 km) albo szlakami turystycznymi - z Gabrowa, Jasenowa i Szejnowa. 
Ze schroniska Buzłudża szlakiem do Uzany jest 5 godz., a ze schroniska Mazałat - 4,30 godz. W bezpośredniej okolicy schroniska znajduje się geograficzny środek Bułgarii.